# John te Loo
Gijsbert Johan (John) te Loo (Harlingen, 10 september 1928 – Leeuwarden, 31 maart 2017) was een Nederlands politicus van de PvdA.

## Leven en werk
Te Loo koos na zijn gymnasiumopleiding in Kampen voor een ambtelijke carrière. In de avonduren volgde hij de studie rechten aan de Rijksuniversiteit Groningen. Op 30-jarige leeftijd werd hij in 1958 benoemd tot burgemeester van Gasselte en was toen de jongste burgemeester van Nederland. Begin 1969 studeerde hij af en direct erna werd hij benoemd tot burgemeester van Borger. Na Borger volgden respectievelijk benoemingen tot burgemeester in Winschoten (1972), Schiedam (1979) en Leeuwarden (1983).
Na het beëindigen van zijn loopbaan in Leeuwarden werd hij nog diverse keren gevraagd als waarnemend burgemeester: in Veendam (1993/1994), Eibergen (1995), Reiderland (tweede helft van 1997) en ter afsluiting in zijn geboorteplaats Harlingen (1998).
Naast burgemeester was hij onder meer plaatsvervangend-raadsheer bij het Gerechtshof Leeuwarden en lid van de Centrale Raad voor Strafrechtstoepassing. Ook was hij de eerste president-commissaris van de Raad van Commissarissen van Afvalsturing Friesland N.V. (handelsnaam Omrin), de afvalverwerker van de 31 Friese gemeenten.
Te Loo was ereburger van de stad Leeuwarden. Ter gelegenheid van zijn afscheid als burgemeester van Leeuwarden in 1993 kreeg hij Het Metrum van de voetstap aangeboden. Gedichten van schrijvers die in Leeuwarden gewoond of gewerkt hebben zijn gegraveerd in hardstenen tableaus verspreid over de binnenstad. In 2003 werd deze Poëzieroute Leeuwarden uitgebreid tot in totaal 23 gedichten.